# Karchiganur, Siruguppa
Karchiganur là một làng thuộc tehsil Siruguppa, huyện Bellary, bang Karnataka, Ấn Độ.